# ターナー、光に愛を求めて
『ターナー、光に愛を求めて』（ターナーひかりにあいをもとめて、Mr. Turner）は2014年にイギリス、ドイツ、フランスで製作された伝記映画である。18世紀末から19世紀にかけて活躍したイギリスのロマン主義の画家、ジョゼフ・マロード・ウィリアム・ターナーの人生を題材にしている。監督・脚本はマイク・リー、主演はティモシー・スポールが務める。
本作は2014年5月に開催された第67回カンヌ国際映画祭のコンペティション部門に出品された。パルム・ドールの受賞は逃したが、ティモシー・スポールが男優賞、撮影監督のディック・ポープがバルカン賞を受賞した。

## 概略
本作はイギリスの画家ジョゼフ・マロード・ウィリアム・ターナーの後半生に焦点を当てている。尊敬する父親の死から大きな影響を受け、自らの性的欲望を発散する相手として見ていたメイドから愛された画家の物語である。 最晩年、ターナーは海辺に暮らす宿屋の女性と深く親交を結び、チェルシーで生涯を終えた。

## キャスト
- ティモシー・スポール - ジョゼフ・マロード・ウィリアム・ターナー（1775–1851）、イギリスの画家。生涯1度も結婚しなかったが、恋人は二人いた。しかし、サラとの間にできた子供を認知しようとはしなかった。
- ドロシー・アトキンソン - ハンナ・ダンビー（1786–1853）、ターナーの忠実なメイドで40年間に渡って働いた。乾癬を患っていた。
- マリオン・ベイリー - ソフィア・ブース（1798–1875）、ターナーの2番目の恋人。夫と2回死別しており、1人目の夫との間に息子が1人いる。
- ポール・ジェッソン - ウィリアム・ターナー（1745–1829）、ターナーの父親。ウィリアムの妻であるメアリーは若くして精神病院で亡くなり、娘も5歳で亡くなった。一人息子と死ぬまで同居し、ターナーの絵の作風に大きな影響を与えた。
- レスリー・マンヴィル - メアリー・サマヴィル（1780–1872）、イギリスの天文学者でターナーの友人。科学界における女性の地位を大きく向上させた。
- マーティン・サヴェッジ - ベンジャミン・ヘイドン（1786–1846）、イギリスの画家でターナーの友人。60歳の時に自殺した。
- ルース・シーン - サラ・ダンビー（1760–1861） 、ハンナの義理の叔母で、ターナーの最初の恋人。若くして最初の夫を亡くしている。
- サンディ・フォスター - エヴァリーナ・デゥポイス（1801–1874）、ターナーとサラ・ダンビーの娘。ターナーの初孫を出産。
- エイミー・ドーソン - ジョージアナ・トンプソン（1811–1843）、ターナーとサラ・ダンビーの娘。32歳のとき、出産中に亡くなった。
- ジョシュア・マクガイア - ジョン・ラスキン（1819–1900）、イギリスの芸術批評家
- フェネラ・ウールガー - エリザベス・イーストレイク（1776–1837）、イギリスの芸術批評家
- ジェームズ・フリート - ジョン・コンスタブル、イギリスの画家
- カリーナ・フェルナンデス - ミセズ・コギンス
- トム・ヴラシア - アルバート王子
- シネイド・マシューズ - ヴィクトリア女王
- リチャード・ブレマー - ジョージ・ジョーンズ（1786–1869）、イギリスの画家
- デヴィッド・ホロヴィッチ - プライス医師、ターナーの主治医
- ピーター・ワイト - ジョセフ・ギルコット（1799–1873）、イギリスのパトロン
- ジェイミー・トーマス・キング - デヴィッド・ロバーツ（1796–1864）、スコットランドの画家
- ロジャー・アシュトン＝グリフィス - ヘンリー・ウィリアム・ピッカースギル（1782–1875）、イギリスの画家
- サイモン・チャンドラー - オーガスタス・コールコット（1779–1844） 、イギリスの画家で、風景画を得意としていた
- レオ・ビル - ジョン・ジェイブズ・エドウィン・メイオール（1813–1901）、フィラデルフィア出身の写真家
- エドワード・デ・ソウザ - トーマス・ストザード（1755–1834）、イギリスの画家

## 公開
本作は2014年5月に開催された第67回カンヌ国際映画祭でプレミアを迎えた。また、2014年9月に開催された第39回トロント国際映画祭のスペシャル・プレゼンテーションにおいても上映された。

## 騒動
劇場公開の約3週間前となる2014年11月27日、本作の本編映像がPeer to Peerのファイル共有サイト上に流出した（ソニー・ピクチャーズ・エンタテインメントへのハッキング事件）。『ANNIE/アニー』、『アリスのままで』なども同時に流出した。6万3000回以上のダウンロードがあったことが判明している。

## 評価
本作は批評家から絶賛されている。映画批評集積サイトのRotten Tomatoesには108件のレビューがあり、批評家支持率は97%、平均点は10点満点で8.5点となっている。サイト側による批評家の意見の要約は「ティモシー・スポールの熟練の演技とマイク・リーの見事な演出に支えられている。『ターナー、光に愛を求めて』はハリウッドが作った伝記映画よりも上質な作品だ。」となっている。また、Metacriticには34件のレビューがあり、加重平均値は95/100となっている。
英ガーディアン紙が選ぶ2014年映画ベスト10の第10位を獲得。

## 受賞
| 賞                                   | カテゴリ                       | 対象者                 | 結果       |
| ------------------------------------ | ------------------------------ | ---------------------- | ---------- |
| ブリタニア賞                         | 監督賞                         | マイク・リー           | 受賞       |
| 英国インディペンデント映画賞         | 作品賞                         |                        | ノミネート |
| 英国インディペンデント映画賞         | 監督賞                         | マイク・リー           | ノミネート |
| 英国インディペンデント映画賞         | 主演男優賞                     | ティモシー・スポール   | ノミネート |
| 英国インディペンデント映画賞         | 助演女優賞                     | ドロシー・アトキンソン | ノミネート |
| 英国インディペンデント映画賞         | 技術賞                         | ディック・ポープ       | ノミネート |
| カンヌ国際映画祭                     | 男優賞                         | ティモシー・スポール   | 受賞       |
| カンヌ国際映画祭                     | ヴァルカン賞                   | デイック・ポープ       | 受賞       |
| カンヌ国際映画祭                     | パルム・ドール                 | マイク・リー           | ノミネート |
| ハワイ国際映画祭                     | 作品賞                         |                        | 受賞       |
| ナショナル・ボード・オブ・レビュー賞 | インディペンデント映画トップ10 |                        | 受賞       |
| ニューヨーク映画批評家協会賞         | 主演男優賞                     | ティモシー・スポール   | 受賞       |
| ニューヨーク映画批評家オンライン賞   | 作品賞トップ10                 |                        | 入賞       |
| サンフランシスコ映画批評家協会賞     | 監督賞                         | マイク・リー           | ノミネート |
| サンフランシスコ映画批評家協会賞     | 主演男優賞                     | ティモシー・スポール   | ノミネート |
| サンフランシスコ映画批評家協会賞     | 脚本賞                         | マイク・リー           | ノミネート |
| サンフランシスコ映画批評家協会賞     | 撮影賞                         | ディック・ポープ       | ノミネート |
| サンフランシスコ映画批評家協会賞     | 美術賞                         |                        | 受賞       |
| オンライン映画批評家協会賞           | 主演男優賞                     | ティモシー・スポール   | ノミネート |
| 全米映画批評家協会賞                 | 作品賞                         |                        | 3位        |
| 全米映画批評家協会賞                 | 監督賞                         | マイク・リー           | 3位        |
| 全米映画批評家協会賞                 | 主演男優賞                     | ティモシー・スポール   | 受賞       |
| 全米映画批評家協会賞                 | 撮影賞                         | デイック・ポープ       | 受賞       |